# Pius Schwarzentruber
Pius Schwarzentruber (* 6. März 1965 in Romoos) ist ein ehemaliger Schweizer Radrennfahrer.
1983 wurde Pius Schwarzentruber Schweizer Junioren-Meister im Strassenrennen. Von 1986 bis 1990 war er Profi. 1986 sowie 1987 wurde er nationaler Meister in der Einerverfolgung.
Nach seinem Rücktritt von Radsport wurde Schwarzentruber Geschäftsführer einer Firma zur Herstellung von Holzpellets. Auch im Radsport blieb er weiterhin engagiert, so etwa als langjähriges Mitglied der Wettkampfjury beim 24-Stunden-Rennen in Schötz und als Vorstandsmitglied des dortigen Radsportvereins.